# マルクス・ポピッリウス・ラエナス (紀元前173年の執政官)
マルクス・ポピッリウス・ラエナス（Marcus Popillius Laenas、 生没年不詳）は、紀元前2世紀初頭の共和政ローマの政治家・軍人。紀元前173年に執政官（コンスル）、紀元前159年には監察官（ケンソル）を務めた。

## 出自
ラエナスはプレブスであるポピッリウス氏族の出身である。ポピッリウス氏族が歴史に登場するのは紀元前360年代のことである。紀元前367年のリキニウス・セクスティウス法により、執政官職がプレブスにも開放されてまもない紀元前359年、マルクス・ポピッリウス・ラエナスが氏族最初の執政官となっている。歴史に登場するポピッリウス氏族のほとんどが、ラエナス家の人物である。このコグノーメン（第三名、家族名）は、暖炉の火を意味するラテン語であるラエナからキていると、キケロは述べている。しかし、ドイツの歴史学者ミュンツァーは、非ラテン語（おそらくエトルリア語）由来の名前で、これがローマで家族名に変わったと示唆している。
カピトリヌスのファスティに拠れば、ラエナスの父も祖父もプラエノーメン（第一名、個人名）はプブリウスである。父プブリウスに関しては、紀元前210年にレガトゥス（軍団副司令官）を務めたことが分かっているのみである。ラナエスには兄プブリウスと執政官を二度務めた（紀元前172年と紀元前158年）弟ガイウス・ポピッリウス・ラエナスがいる。

## 経歴
ラエナスが最初に資料に登場するのは紀元前180年のことであり、ピサにラテン植民地を建設するための三人委員に選ばれている。同僚の一人は兄弟のプブリウス、もう一人はクィントゥス・ファビウス・ブテオ<であった。紀元前176年、ラエナスはプラエトル（法務官）に就任し、サルディニア属州の担当とされたが。これを拒否した。サルディニアの反乱は、ティベリウス・センプロニウス・グラックス・マイヨルがプロコンスルの権限で軍を率い、ほぼ鎮圧していたからである。紀元前174年にはアエトリア同盟の内紛を解決するためにギリシアに派遣された大使の一人に選ばれた。
バルカン半島から帰国したラエナスは、紀元前173年の執政官に選出された。同僚のパトリキ執政官はルキウス・ポストゥミウス・アルビヌスであった。二人はまずフローラの競技会を開催したが、これはその後年中行事となる。両執政官共にリグリアを担当することとなったが、アルビヌスはカンパニアの土地分配の仕事に忙殺されていたため、実際に出征して戦闘を行ったのはラエナスのみであった。ラエナスは損害を蒙りながらもスタテッラト族に勝利した。敵に対する処置は極めて厳しかった。降伏した1万人を全て奴隷として売却し、彼らの街（現在のアックイ・テルメ）を破壊した。元老院でラエナスからの報告書を法務官のアウルス・アティリウス・セッラヌスが読み上げると、議員たちは戦慄した。元老院はラエナスにリグリア人を解放し、全財産を返還するよう命じたが、彼はこの命令に従わなかった。ラエナスは勝手にローマに戻り、セッラヌスに罰金を課し、彼の決定を承認し、感謝祭を行うよう要求した。これらの要求が拒否されたためラエナスはリグリアに戻ったが、彼の残虐さのために、新たな反乱が始まっていた。
マケドニアとの戦争の脅威にもかかわらず、翌年も元老院は両執政官にリグリアに出征するよう命じたが、両執政官はそれを拒否した（執政官のの一人はラエナスの兄弟のガイウスであった）。一方、ラエナスはプロコンスル（前執政官）の権限で戦争を継続し、ある戦闘では6,000人を殺害したが、その後も反乱は激化するばかりだった。最終的に、元老院はリグリアでの出来事を調査し、責任者を罰する法律を可決し、もしラエナスがローマに帰還しなかった場合は、不在のまま有罪判決を受けることになると宣言した。これでようやくラエナスは軍の指揮権を手放した。リグリア人は自由とポー川から先の土地を手に入れ、ラエナスは法廷に出廷した。「不在の執政官に敬意を払い、ポピッリウス・ラエナス家の嘆願を受け入れて」法務官は次の公判をラエナスの任期完了後まで延期した。
第三次マケドニア戦争中の紀元前169年、ラエナスは執政官クィントゥス・マルキウス・ピリップスのレガトゥス（軍団副司令官）となった。ラエナスは1000人分遣隊と共に、アエトリアのアンブラシアの町で越冬した。
ラエナスの政治歴の頂点は紀元前159年にケンソル（監察官）に就任したとである。同僚はプブリウス・コルネリウス・スキピオ・ナシカ・コルクルムであった。元老院と民会の承認なしに、「自身の野心のためにフォルム・ロマヌムに建てられた」像の撤去を命じた。アウルス・ゲッリウスはラエナスとナシカにまつわる特徴的な物語を語っている。エクィテス（騎士階級）国勢調査を行っていたとき、両監察官はやせ細った馬に太った馬主が座乗しているのを見て尋ねた。「貴官が馬よりも身なりを整えているのはなぜか？」彼は答えた。「私は自分で自分の身なりを整えるが、馬を世話するのは役立たずの奴隷だからです」。ラエナスとナシカは、この答えが「敬意が払えるものではない」と考え、この男の騎士身分を剥奪し、ローマ市民の最下層に落とした。

## 子孫
同名の息子マルクス・ポピッリウス・ラエナスが紀元前139年に執政官に就任している。

## 参考資料

### 古代の資料
- アウレリウス・ウィクトル『有名言行録』
- アウルス・ゲッリウス『アッティカ夜話』
- カピトリヌスのファスティ
- ティトゥス・リウィウス『ローマ建国史』

### 研究書
- Broughton R. Magistrates of the Roman Republic. - New York, 1951. - Vol. I. - P. 600.
- Münzer F. Popillius // Paulys Realencyclopädie der classischen Altertumswissenschaft . - 1953. - Bd. XXII, 1. - Kol. 50-52.
- Münzer F. Popillius 20 // Paulys Realencyclopädie der classischen Altertumswissenschaft . - 1953. - Bd. XXII, 1. - Kol. 59-60.
- Münzer F. Popillius 24 // Paulys Realencyclopädie der classischen Altertumswissenschaft . - 1953. - Bd. XXII, 1. - Kol. 61-62.
- Münzer F. Popillius 25 // Paulys Realencyclopädie der classischen Altertumswissenschaft . - 1953. - Bd. XXII, 1. - Kol. 62.